# The Hits Collection Volume 1
Albums de Jay-Z
The Blueprint 3
(2009) Watch The Throne
(2011)
The Hits Collection Volume 1 est une compilation du rappeur Jay-Z, sortie en 2010. Ce best-of contient des tubes du rappeur extraits de ses albums Vol. 2: Hard Knock Life (1998), Vol. 3... Life And Times Of S. Carter (1999), The Dynasty: Roc La Familia (2000), The Blueprint (2001), The Black Album (2003), Kingdom Come (2006), American Gangster (2007) et The Blueprint 3 (2009). Un second disque propose des titres plus rares ainsi qu'un remix.

## Liste des titres
| 1.    | Public Service Announcement (interlude tirée The Black Album)                          | Just Blaze                                 | 2:45 |
| 2.    | Run This Town (featuring Rihanna & Kanye West (tiré de The Blueprint 3)                | Kanye West, No I.D.                        | 4:27 |
| 3.    | '03 Bonnie & Clyde (featuring Beyoncé (tiré de The Blueprint²: The Gift and The Curse) | Kanye West                                 | 3:25 |
| 4.    | Encore (tiré de The Black Album)                                                       | Kanye West                                 | 4:09 |
| 5.    | I Just Wanna Love U (Give It 2 Me) (tiré de The Dynasty: Roc La Familia)               | The Neptunes                               | 3:49 |
| 6.    | Izzo (H.O.V.A.) (tiré de The Blueprint)                                                | Kanye West                                 | 4:00 |
| 7.    | D.O.A. (Death of Auto-Tune) (tiré de The Blueprint 3)                                  | No I.D.                                    | 4:16 |
| 8.    | 99 Problems (tiré de The Black Album)                                                  | Rick Rubin                                 | 3:55 |
| 9.    | Empire State of Mind (featuring Alicia Keys (tiré de The Blueprint 3)                  | Al Shux, Janet Sewell-Ulepic, Angela Hunte | 4:37 |
| 10.   | Dirt Off Your Shoulder (tiré de The Black Album)                                       | Timbaland                                  | 4:02 |
| 11.   | Hard Knock Life (Ghetto Anthem) (tiré de Vol. 2... Hard Knock Life)                    | The 45 King (en)                           | 4:00 |
| 12.   | Show Me What You Got (tiré de Kingdom Come)                                            | Just Blaze                                 | 3:42 |
| 13.   | Roc Boys (And the Winner Is)... (tiré de American Gangster)                            | Diddy, Sean C & LV                         | 4:12 |
| 14.   | Big Pimpin' (featuring UGK (tiré de Vol. 3... Life and Times of S. Carter)             | Timbaland                                  | 4:44 |
| 56:03 |                                                                                        |                                            |      |

| Titres bonus - édition deluxe | Titres bonus - édition deluxe                                      | Titres bonus - édition deluxe | Titres bonus - édition deluxe | Titres bonus - édition deluxe | Titres bonus - édition deluxe | Titres bonus - édition deluxe | Titres bonus - édition deluxe | Titres bonus - édition deluxe | Titres bonus - édition deluxe |
| No                            | Titre                                                              | Producteurs                   | Durée                         |                               |                               |                               |                               |                               |                               |
| ----------------------------- | ------------------------------------------------------------------ | ----------------------------- | ----------------------------- | ----------------------------- | ----------------------------- | ----------------------------- | ----------------------------- | ----------------------------- | ----------------------------- |
| 15.                           | Young, Gifted and Black                                            | Marley Marl                   | 2:01                          |                               |                               |                               |                               |                               |                               |
| 16.                           | Pump It Up (Freestyle)                                             | Just Blaze                    | 1:57                          |                               |                               |                               |                               |                               |                               |
| 17.                           | My President Is Black (Remix) (Young Jeezy featuring Jay-Z)        | Tha Bizness                   | 3:58                          |                               |                               |                               |                               |                               |                               |
| 18.                           | Go Hard (Remix) (DJ Khaled featuring Jay-Z, Kanye West and T-Pain) | The Runners                   | 3:36                          |                               |                               |                               |                               |                               |                               |
| 19.                           | This Life Forever                                                  | Ty Fyffe                      | 3:43                          |                               |                               |                               |                               |                               |                               |
| 15:15                         |                                                                    |                               |                               |                               |                               |                               |                               |                               |                               |

## Samples
- Public Service Announcement :
  - Little Boy Blues - Seed Of Love
- Run This Town :
  - The Four Levels of Existence - Someday in Athens
- '03 Bonnie & Clyde
  - 2Pac - Me And My Girlfriend
  - Prince - If I Was Your Girlfriend(interpolation)
- Encore :
  - John Holt - I Will
- I Just Wanna Love U (Give It To Me) :
  - The Notorious B.I.G. - The World is Filled
  - Carl Thomas - I Wish
  - Rick James & the Stone City Band - Give it to Me Baby
- Izzo (H.O.V.A.) :
  - Jackson Five - I Want You Back
- D.O.A. (Death of Auto-Tune) :
  - Janko Nilovic - In the Space
  - The Notorious B.I.G. - You're Nobody til Somebody Kills You (paroles)
  - Steam - Na na hey hey kiss him goodbye (paroles)
- 99 Problems :
  - Mountain - Long Red (musique)
  - Billy Squier - The Big Beat (percussions)
- Empire State of Mind :
  - The Moments - Love on a Two Way Street
- Hard Knock Life (Ghetto Anthem) :
  - Comédie musicale Annie - It's a Hard Knock Life
- Show Me What You Got :
  - Johnny Pate - Shaft In Africa
  - Lafayette Afro Rock Band - Darkest Light
- Roc Boys (And The Winner Is…) :
  - Menahan Street Band - Make The Road by Walking
- Big Pimpin’
  - Korgis - Everybody's Gotta Learn Sometime
  - Hossam Ramzy - Khusara Khusara (version rejoué par Timbaland, pour des questions juridiques)

## Classements
| Classement / pays (2010)     | Meilleure position |
| ---------------------------- | ------------------ |
| Canadian Albums Chart        | 37                 |
| UK Albums Chart              | 20                 |
| UK Download Chart            | 7                  |
| UK R&B Chart                 | 3                  |
| Billboard 200                | 43                 |
| Billboard R&B/Hip-hop Albums | 11                 |
| Billboard Rap Albums         | 8                  |

### Certifications
| Pays        | Certification | Association |
| ----------- | ------------- | ----------- |
| Royaume-Uni | Argent        | BPI         |